# Megapodagrionidae
Megapodagrionidae es una familia de odonatos zigópteros. Se distribuyen por Sudamérica.

## Taxonomía
A partir de análisis filogenéticos realizados en 2013 se reconocen en la familia los siguientes géneros:
- Allopodagrion Förster, 1910
- Megapodagrion Selys, 1885
- Teinopodagrion De Marmels, 2001